# Johann Nepomuk Hueber
Johann Nepomuk Hueber (* 14. Mai 1802 in Oberperfuss, Tirol; † 24. Mai 1885 in Innsbruck, Tirol) war ein Tiroler Maler.

## Leben
Johann Nepomuk Hueber wurde am 14. Mai 1802 in Oberperfuss geboren. Er war das neunte Kind des Tiroler Landvermessers Blasius Hueber (1735–1814) und dessen zweiten Ehefrau Magdalena, geborene Raich. Sein Onkel war der Tiroler Kirchenbaumeister Andreas Hueber und sein Halbbruder der Tiroler Landvermesser Magnus Hueber.
Bereits im Alter von 18 Jahren beschloss Hueber den Beruf des Malers zu erlernen. Aus diesem Grund zog er mit 20 Jahren nach Telfs, um bei dem Maler Leopold Puellacher in die Lehre zu gehen. Diesem half er unter anderem beim Ausmalen einige Kirchen, wie zum Beispiel in Leutasch und Pfaffenhofen.
Um seine Ausbildung weiter voranzutreiben, begann er im Jahre 1825 ein Studium in der Akademie der Bildenden Künste in München, wo in der Obhut von Robert von Langer lernte. Von 1829 bis 1831 studierte er an der Akademie der bildenden Künste in Wien.
Huebers ursprüngliches Interesse galt vor allem der Historienmalerei. Er bewarb sich daher für ein Stipendium, um in Rom zu studieren. Zu diesem Zweck malte er sein Werk „Thomas legt die Finger in die Seitenwunde Christi“. Da ihm allerdings das erhoffte Stipendium verwehrt wurde, wandte er sich der Porträtmalerei zu. Zu diesem Zweck begab er sich 1832 nach Salzburg und 1834 nach Russland. In Russland konnte er sich einen guten Ruf beim Adel erwerben. Nach Aufenthalten unter anderem in Warschau, Sankt Petersburg, Tallinn, Tartu und Riga kehrte Hueber 1847 nach Wien und 1850 nach Innsbruck zurück.
Besonders hervorzuheben sind das Porträt seines Bruders Magnus Hueber sowie seine Studie eines weiblichen Kopfes. Zwischen 1848 und 1849 porträtierte er den achtjährigen Erzherzog Ludwig Viktor von Österreich sowie Erzherzogin Sophie Friederike von Bayern. Viele weitere Porträts folgten. Insgesamt soll Johann Nepomuk Hueber im Laufe seiner etwa 20-jährigen Karriere an die 1000 Porträts, teils in rasantem Tempo, gemalt haben.
Aufgrund eines schweren Augenleidens war Hueber in seinen späteren Jahren gezwungen, die Malerei aufzugeben. Aus diesem Grund widmete er sich zunehmend sozialen Aufgaben und arbeitete zum Teil federführend in einigen Innsbrucker Organisationen. Er verstarb am 24. Mai 1885 in Innsbruck.